# ماري روبنسون فوستر
ماري روبنسون فوستر (بالإنجليزية: Mary Foster)‏ هي فاعلة خير أمريكية، ولدت في 20 سبتمبر 1844 في هونولولو في الولايات المتحدة، وتوفي بنفس المكان في 20 ديسمبر 1930.